# Pawnee Rock
Pawnee Rock är en ort i Barton County i den amerikanska delstaten Kansas med en yta av 0,7 km² och en folkmängd, som uppgår till 356 invånare (2000). 9,6% av invånarna levde under fattigdomsgränsen enligt folkräkningen år 2000.